# Гинештал Машаду, Антониу
Антониу Гинештал Машаду (порт. António Ginestal Machado ; 3 мая 1873, Алмейда — 28 июня 1940, Сантарен (Португалия)) — португальский политический и государственный деятель, Премьер-министр Португалии (15 ноября 1923 — 18 декабря 1923), юрист, публицист, педагог, профессор.

## Биография
Изучал право в Коимбрском университете. Учительствовал. В молодости вступил в Юнионистскую партию, позже, член партии Республиканский союз, был одним из сторонников её слияния с партией эволюционистов, которая на базе которой возникла Республиканская либеральная партия Португалии.
С 15 ноября по 18 декабря 1923 года занимал пост Премьер-министра Португалии. Сформировал правительство националистического меньшинства.
После ухода с политической и партийной сцены Гинестал Мачадо стал одним из лидеров профсоюзов, известным своей умеренной позицией.